# Badminton-Seniorenweltmeisterschaft 2013
Die Badminton-Seniorenweltmeisterschaft 2013 fand vom 9. bis zum 14. September 2013 in Ankara statt.

## Sieger und Platzierte 35+
| Disziplin    | Gold                               | Silber                           | Bronze                            |
| ------------ | ---------------------------------- | -------------------------------- | --------------------------------- |
| Herreneinzel | Vadim Itckov                       | Konstantin Myakishev             | C. M. Shashidhar                  |
| Herreneinzel | Vadim Itckov                       | Konstantin Myakishev             | Lars Klintrup                     |
| Herrendoppel | Heryanto Arbi Tri Kusharyanto      | Lee Clapham Nick Ponting         | Jan-Lennard Hay Ingo Waltermann   |
| Herrendoppel | Heryanto Arbi Tri Kusharyanto      | Lee Clapham Nick Ponting         | Dharma Gunawi Jürgen Koch         |
| Dameneinzel  | Claudia Vogelgsang                 | Rebecca Pantaney                 | Rita Yuan Gao                     |
| Dameneinzel  | Claudia Vogelgsang                 | Rebecca Pantaney                 | Renu Chandrika Hettiarachchige    |
| Damendoppel  | Rebecca Pantaney Lynne Swan        | Rita Yuan Gao Claudia Vogelgsang | Kazumi Ichinohe Atsuko Ozaki      |
| Damendoppel  | Rebecca Pantaney Lynne Swan        | Rita Yuan Gao Claudia Vogelgsang | Irina Grigoryeva Maria Kurochkina |
| Mixed        | Maurice Niesner Claudia Vogelgsang | Johan Clausen Lina Lindholm      | André Bertko Silke Schneider      |
| Mixed        | Maurice Niesner Claudia Vogelgsang | Johan Clausen Lina Lindholm      | Philip Kurz Rita Yuan Gao         |

## Sieger und Platzierte 40+
| Disziplin    | Gold                        | Silber                             | Bronze                             |
| ------------ | --------------------------- | ---------------------------------- | ---------------------------------- |
| Herreneinzel | Henrik Groenfeldt-Soerensen | Stefan Edvardsson                  | Jakob Østergaard                   |
| Herreneinzel | Henrik Groenfeldt-Soerensen | Stefan Edvardsson                  | Wu Chang-jun                       |
| Herrendoppel | Eddy Hartono Rudy Wijaya    | Stefan Edvardsson Joacim Fellenius | Chatchai Boonmee Wittaya Panomchai |
| Herrendoppel | Eddy Hartono Rudy Wijaya    | Stefan Edvardsson Joacim Fellenius | Oleg Grigoryev Vadim Nazarov       |
| Dameneinzel  | Gitte Sommer                | Csilla Fórián                      | Tatjana Geibig-Krax                |
| Dameneinzel  | Gitte Sommer                | Csilla Fórián                      | Reni Hassan                        |
| Damendoppel  | Mie Hanyu Akiko Ueda        | Karina Bye Louise Culyer           | Reiko Nagaharu Chika Tanifuji      |
| Damendoppel  | Mie Hanyu Akiko Ueda        | Karina Bye Louise Culyer           | Anne Birgitte Nielsen Gitte Sommer |
| Mixed        | Nick Ponting Julie Bradbury | Joacim Fellenius Gitte Sommer      | Kei Hamaji Reiko Nagaharu          |
| Mixed        | Nick Ponting Julie Bradbury | Joacim Fellenius Gitte Sommer      | Paul Mitchell Olga Bryant          |

## Sieger und Platzierte 45+
| Disziplin    | Gold                        | Silber                            | Bronze                                       |
| ------------ | --------------------------- | --------------------------------- | -------------------------------------------- |
| Herreneinzel | Bo Sørensen                 | Mayur Tawade                      | Vladislav Tikhomirov                         |
| Herreneinzel | Bo Sørensen                 | Mayur Tawade                      | Lingeswara Rao B. V. S. K.                   |
| Herrendoppel | Patrik Bjorkler Jens Olsson | Hendry Sapurta Ho Effendy Widjaya | Venkataraju Akula Lingeswara Rao B. V. S. K. |
| Herrendoppel | Patrik Bjorkler Jens Olsson | Hendry Sapurta Ho Effendy Widjaya | Milan Duvsund Erik Söderberg                 |
| Dameneinzel  | Feng Mei-ying               | Betty Blair                       | Dorota Grzejdak                              |
| Dameneinzel  | Feng Mei-ying               | Betty Blair                       | Berit Thyness                                |
| Damendoppel  | Betty Blair Debora Miller   | Feng Mei-ying Kang Chia-yi        | Anki Gunners Tanja Karlsson                  |
| Damendoppel  | Betty Blair Debora Miller   | Feng Mei-ying Kang Chia-yi        | Helle Blomsterberg Jeanette Koldsø           |
| Mixed        | Mark Golds Debora Miller    | Jon Austin Vivienne Gillard       | Erik Söderberg Anki Gunners                  |
| Mixed        | Mark Golds Debora Miller    | Jon Austin Vivienne Gillard       | Jan Bertram Petersen Helle Blomsterberg      |

## Sieger und Platzierte 50+
| Disziplin    | Gold                                   | Silber                                       | Bronze                                     |
| ------------ | -------------------------------------- | -------------------------------------------- | ------------------------------------------ |
| Herreneinzel | Martin Qvist Olesen                    | Chang Wen-sung                               | Loke Poh Wong                              |
| Herreneinzel | Martin Qvist Olesen                    | Chang Wen-sung                               | Eric Plane                                 |
| Herrendoppel | Morten Christensen Martin Qvist Olesen | Bobby Ertanto Simbarsono Sutanto             | Thomas Bunn Michael Schneider              |
| Herrendoppel | Morten Christensen Martin Qvist Olesen | Bobby Ertanto Simbarsono Sutanto             | Jan Bertram Petersen Jesper Kritter Tolman |
| Dameneinzel  | Lone Hagelskjær Knudsen                | Jeannette van der Werff                      | Janet Walker                               |
| Dameneinzel  | Lone Hagelskjær Knudsen                | Jeannette van der Werff                      | Cathy Bargh                                |
| Damendoppel  | Pamela Peard Sian Williams             | Lone Hagelskjær Knudsen Lee Mei-ying         | Hiromi Imazu Naoko Saegusa                 |
| Damendoppel  | Pamela Peard Sian Williams             | Lone Hagelskjær Knudsen Lee Mei-ying         | Heidi Bender Helle Sjorring                |
| Mixed        | Chang Wen-sung Lee Mei-ying            | Nattapol Sanlekanun Juthatip Apiwatthanawong | Jesper Kritter Tolman Helle Sjorring       |
| Mixed        | Chang Wen-sung Lee Mei-ying            | Nattapol Sanlekanun Juthatip Apiwatthanawong | Eric Plane Debra Rigby                     |

## Sieger und Platzierte 55+
| Disziplin    | Gold                                | Silber                                       | Bronze                                        |
| ------------ | ----------------------------------- | -------------------------------------------- | --------------------------------------------- |
| Herreneinzel | Dan Travers                         | Yuri Smirnov                                 | Sergey Bushuev                                |
| Herreneinzel | Dan Travers                         | Yuri Smirnov                                 | Vladimir Koloskov                             |
| Herrendoppel | Trirong Limsakul Attakorn Maensamut | Jiamsak Panitchaikul Surapong Suharitdumrong | Hisao Ochiai Katsura Takaoka                  |
| Herrendoppel | Trirong Limsakul Attakorn Maensamut | Jiamsak Panitchaikul Surapong Suharitdumrong | Jens Dall-Hansen Jesper Schou Nielsen         |
| Dameneinzel  | Heidi Bender                        | Christine Black                              | Flera Dayanova                                |
| Dameneinzel  | Heidi Bender                        | Christine Black                              | Vandana Deogirikar                            |
| Damendoppel  | Kumiko Yamamoto Hiroko Yuyama       | Christine Black Marjan Ridder                | Kimiko Tsuchiya Mieko Yamamoto                |
| Damendoppel  | Kumiko Yamamoto Hiroko Yuyama       | Christine Black Marjan Ridder                | Ellen Margrethe Aagaard Birte Bach Steffensen |
| Mixed        | Dan Travers Christine Black         | Roger Taylor Andrea Stretch                  | Katsura Takaoka Hiroko Yuyama                 |
| Mixed        | Dan Travers Christine Black         | Roger Taylor Andrea Stretch                  | Tariq Farooq Heidi Bender                     |

## Sieger und Platzierte 60+
| Disziplin    | Gold                         | Silber                                 | Bronze                                |
| ------------ | ---------------------------- | -------------------------------------- | ------------------------------------- |
| Herreneinzel | Johan Croukamp               | Henry Paynter                          | Christian Hansen                      |
| Herreneinzel | Johan Croukamp               | Henry Paynter                          | Terje Dag Østhassel                   |
| Herrendoppel | William Hamblett Graham Holt | Henrik Fahrenholz Jeppe Skov Jespen    | Arne Gjelstrup Christian Hansen       |
| Herrendoppel | William Hamblett Graham Holt | Henrik Fahrenholz Jeppe Skov Jespen    | Peter Emptage Graham Michael Robinson |
| Dameneinzel  | Siew Har Hong                | Betty Bartlett                         | Jette Nielsen                         |
| Dameneinzel  | Siew Har Hong                | Betty Bartlett                         | Lieselotte Wengberg                   |
| Damendoppel  | Ann Hurst Margo Jane Witty   | Betty Bartlett Brenda Creasey          | Asta Pelkonen Ulla Roinela            |
| Damendoppel  | Ann Hurst Margo Jane Witty   | Betty Bartlett Brenda Creasey          | Kiyoko Furuhashi Akiko Nikaido        |
| Mixed        | Peter Emptage Betty Bartlett | Christian Hansen Gitte Attle Rasmussen | Graham Holt Margo Jane Witty          |
| Mixed        | Peter Emptage Betty Bartlett | Christian Hansen Gitte Attle Rasmussen | William Hamblett Ann Hurst            |

## Sieger und Platzierte 65+
| Disziplin    | Gold                                  | Silber                                 | Bronze                           |
| ------------ | ------------------------------------- | -------------------------------------- | -------------------------------- |
| Herreneinzel | Chaisak Thongdejsri                   | Carl-Johan Nybergh                     | Torben Hansen                    |
| Herreneinzel | Chaisak Thongdejsri                   | Carl-Johan Nybergh                     | David Eddy                       |
| Herrendoppel | Seri Chintanaseri Chaisak Thongdejsri | Pramot Khaosamang Apirat Siwapornpitak | David Eddy David Hutchinson      |
| Herrendoppel | Seri Chintanaseri Chaisak Thongdejsri | Pramot Khaosamang Apirat Siwapornpitak | Ian Brothers Kenneth Tantum      |
| Dameneinzel  | Yuriko Okemoto                        | Lyudmila Ukk                           | Irene Sterlie                    |
| Dameneinzel  | Yuriko Okemoto                        | Lyudmila Ukk                           | Yasuko Kataito                   |
| Damendoppel  | Yasuko Kataito Satoko Nakamura        | Sumiko Kaneko Yuriko Okemoto           | Susan Awcock Kathleen Jenner     |
| Damendoppel  | Yasuko Kataito Satoko Nakamura        | Sumiko Kaneko Yuriko Okemoto           | Hiromi Mitsunaka Chizuko Oketani |
| Mixed        | Kenneth Tantum Susan Awcock           | Michael John Cox Pamela Firth          | Ian Brothers Valerie Ann O’Neill |
| Mixed        | Kenneth Tantum Susan Awcock           | Michael John Cox Pamela Firth          | Jim Garrett Kathleen Jenner      |

## Sieger und Platzierte 70+
| Disziplin    | Gold                           | Silber                           | Bronze                            |
| ------------ | ------------------------------ | -------------------------------- | --------------------------------- |
| Herreneinzel | Seri Chintanaseri              | Koji Tanaka                      | Hans Schumacher                   |
| Herreneinzel | Seri Chintanaseri              | Koji Tanaka                      | Osmo Perkinen                     |
| Herrendoppel | Yuji Shibazaki Koji Tanaka     | Michael Foy Coley Harry Shadwick | Fritz Runge Wolfgang Schuch       |
| Herrendoppel | Yuji Shibazaki Koji Tanaka     | Michael Foy Coley Harry Shadwick | Gerhard Grönboldt Hans Schumacher |
| Dameneinzel  | Renate Gabriel                 | Rita Gerst                       | Wiola Renholm                     |
| Dameneinzel  | Renate Gabriel                 | Rita Gerst                       | Margaret Hudson                   |
| Damendoppel  | Brenda Andrew Beryl Goodall    | Rita Gerst Christel Klaar        | Lisbeth Bengtsson Wiola Renholm   |
| Damendoppel  | Brenda Andrew Beryl Goodall    | Rita Gerst Christel Klaar        | Randi Gulbrandsen Margaret Hudson |
| Mixed        | Hans Schumacher Renate Gabriel | Harry Shadwick Brenda Andrew     | Gunter Michehl Christel Klaar     |
| Mixed        | Hans Schumacher Renate Gabriel | Harry Shadwick Brenda Andrew     | Michael Foy Coley Beryl Goodall   |